# Declan's Moon
Declan's Moon, född 20 februari 2002, är ett engelskt fullblod, mest känd för att ha varit obesegrad under sin tvååringssäsong 2004, för vilken han utsågs till American Champion Two-Year-Old.

## Bakgrund
Declan's Moon är en brun valack efter Malibu Moon och under Vee Vee Star (efter Norquestor). Han föddes upp av Brice Ridgely i Maryland och ägdes av Jay Em Ess Stables. Han tränades under tävlingskarriären av Ronald W. Ellis.
Declan's Moon tävlade mellan 2004 och 2008, och sprang totalt in 705 647 dollar på 18 starter, varav 6 segrar, 2 andraplatser och 2 tredjeplatser. Han tog karriärens största segrar i Del Mar Futurity (2004), Hollywood Prevue Stakes (2004), Hollywood Futurity (2004) och Santa Catalina Stakes (2005).
Efter tävlingskarriären flyttades Declan's Moon till Merryland Farm i Bel Air, Maryland.